# Zoological Science
Zoological Science (abrégé en Zool. Sci.) est une revue évaluée par les pairs publiée par la Zoological Society of Japan et dédiée à la zoologie. 
Elle possède un facteur d'impact de 0,9. Le journal est issu de la fusion en 1984 des deux publications précédentes de la Zoological Society of Japan, Zoological Magazine et Annotationes Zoologicae Japonenses. Le journal est publié tous les deux mois. Il fait partie du réseau BioOne.
Les articles traitent de tous les aspects biologiques des mammifères, incluant l'écologie, la génétique, la biologie de la conservation, la biologie moléculaire, le comportement, la systématique, la morphologie et la physiologie.